# 圖奇內 (利維夫州)
49°34′23″N 24°27′35″E / 49.57306°N 24.45972°E
圖奇內（羅馬化：Tuchne）是烏克蘭西部利維夫州利維夫區的村莊，該村面積2.3平方公里，海拔高度321米，2001年人口382，人口密度每平方公里166.09人。